# Boba
Boba ist eine ungarische Gemeinde im Kreis Celldömölk im Komitat Vas. Sie hat ungefähr 800 Einwohner (Stand 2011).

## Sehenswürdigkeiten
- Evangelische Kirche, erbaut 1783
- Glockenturm, erbaut 1841
- Römisch-katholische Kirche Szentlélek, erbaut 1929

## Verkehr
In Boba treffen die Landstraßen Nr. 8415 und Nr. 8459 aufeinander. Der Ort hat einen Bahnhof und ist angebunden an die Bahnstrecken von Celldömölk nach Devecser sowie von Celldömölk nach Jánosháza.

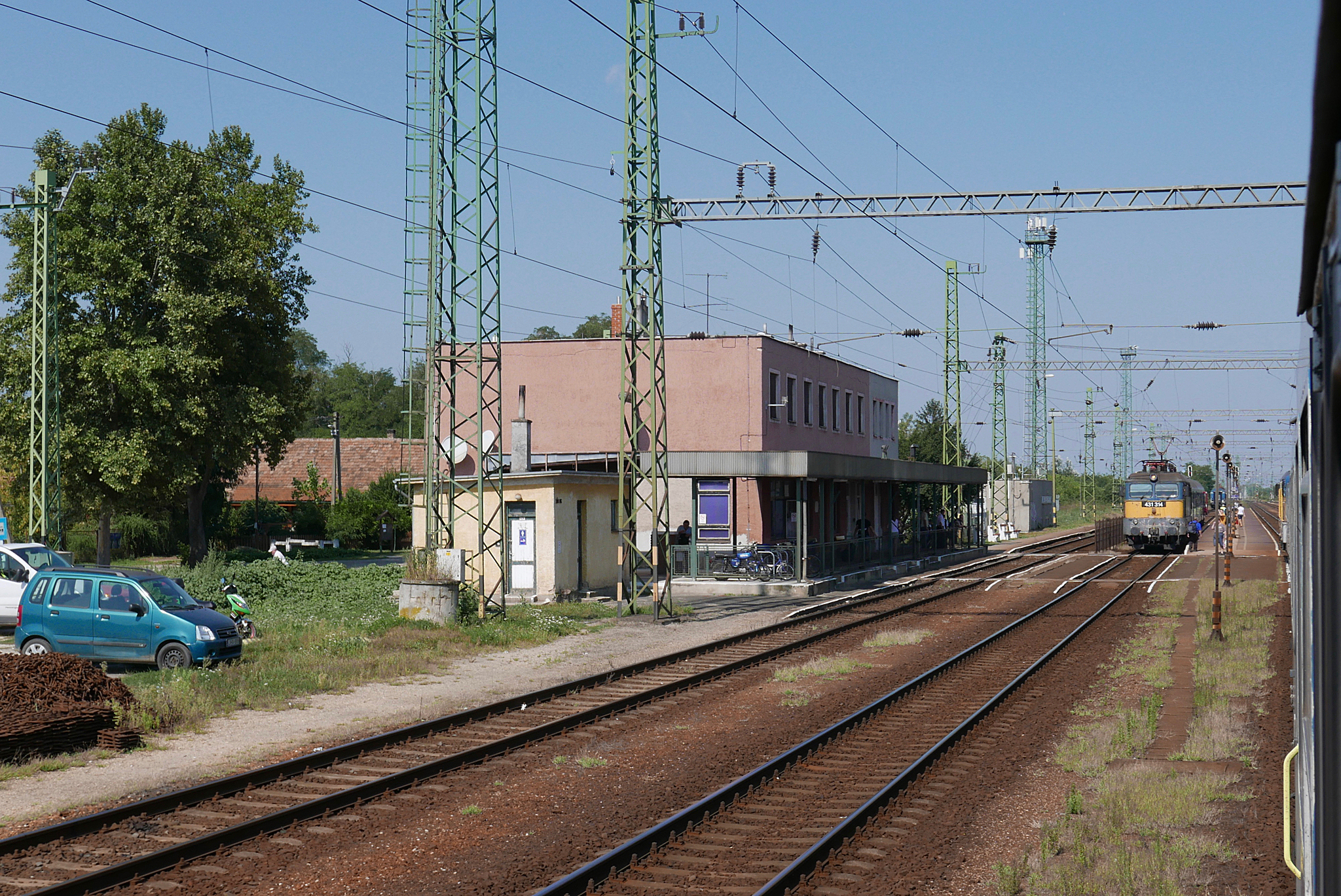
Bahnhof in Boba

## Persönlichkeiten
- Éva Garam (1939–2023), Mittelalterarchäologin und Professorin